# 约翰·B·安德森
约翰·贝亚德·安德森（John Bayard Anderson，1922年2月15日—2017年12月3日）是美國政治人物。他于1961年至1981年擔任美國眾議員， 1980年美国总统选举時，他以無黨籍身份竞选总统，並获得了6.6％的选票。
安德森生于伊利诺伊州罗克福德。第二次世界大战期间在美国陆军服役。之後后安德森从事法律工作，此後又在美国外交部门任职。後來安德森又擔任伊利諾伊州溫納貝戈縣州检察官。1960年，安德森以共和黨籍黨員身份當選美國眾議員。1969年至1979年期間，安德森担任众议院共和党会议主席。安德森被視為洛克菲勒共和党人。

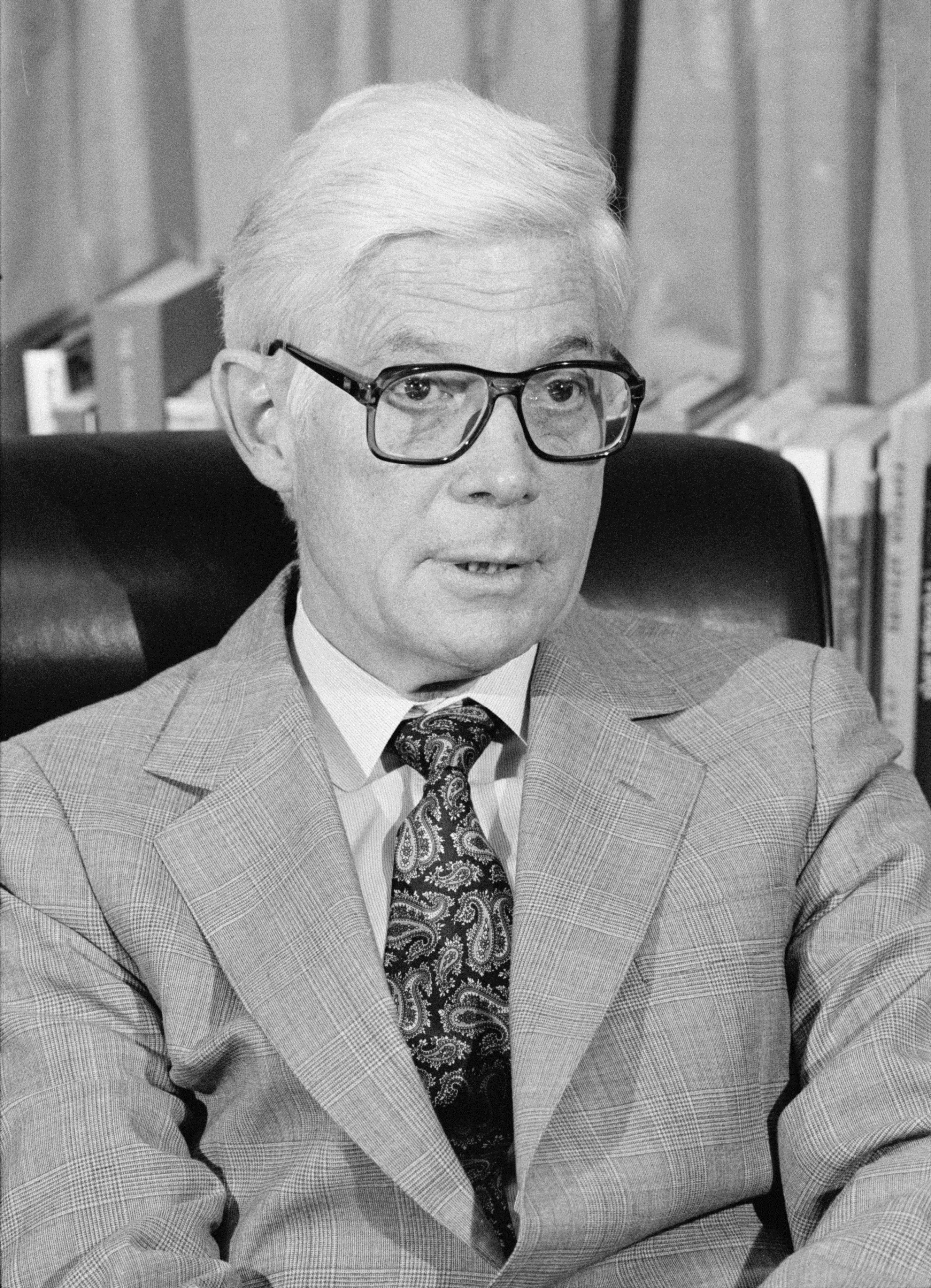
安德森

安德森参加了1980年的共和党总统初选，提出了他的竞选提案，即提高汽油税，同时削减美国社会安全保险稅，不過最终安德森退出了共和党的初選，选择以独立候選人身份竞选总统。在1980年美国总统选举中，他普選票數位列第三，僅次於共和党提名的候選人罗纳德·里根和民主党籍总统吉米·卡特。安德森赢得了洛克菲勒共和党人、独立人士、自由派知识分子和大学生的支持。选举结束后，他選擇繼續從事與法律相關的工作。